# Pardes Channa-Karkur
Pardes Channa-Karkur (hebr. פרדס חנה-כרכור) – samorząd lokalny położony w dystrykcie Hajfa, w Izraelu.

## Historia
Osada Karkur została założona w 1913 przez żydowskich imigrantów. W 1929 dzięki środkom barona Rothschilda w pobliżu założono nową osadę Pardes-Channa. Współczesne miasto powstało w 1969 w wyniku połączenia osad Karkur i Pardes Channa.

## Demografia
Zgodnie z danymi Izraelskiego Centrum Danych Statystycznych w 2006 roku w osadzie żyło 29,8 tys. mieszkańców, wszyscy Żydzi.
Populacja osady pod względem wieku (dane z 2006):
| Wiek (w latach) | Procent populacji w % |
| --------------- | --------------------- |
| 0-4             | 8,1%                  |
| 5-9             | 8,3%                  |
| 10-14           | 8,0%                  |
| 15-19           | 9,2%                  |
| 20-29           | 13,8%                 |
| 30-44           | 19,2%                 |
| 45-59           | 18,4%                 |
| ponad 60        | 14,9%                 |

Źródło danych: Central Bureau of Statistics.

## Komunikacja
Przy strefie przemysłowej położonej w północno-zachodniej części miasta jest stacja kolejowa Kesarja-Pardes Channa. Pociągi z Pardes Channa-Karkur jadą do Binjamina-Giwat Ada, Tel Awiwu, Lod, Rechowot i Aszkelonu.

## Galeria

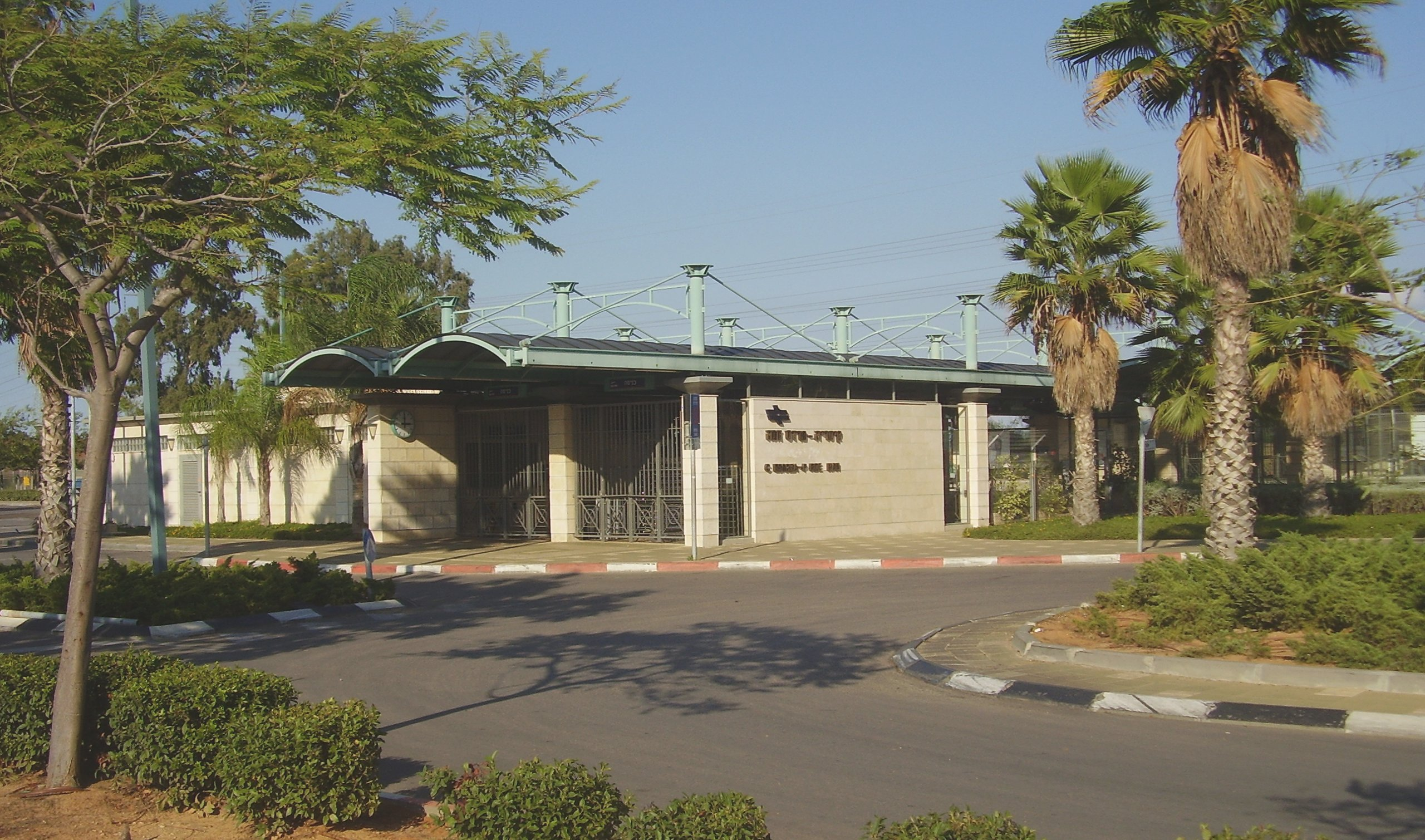
Stacja kolejowa w Pardes Channa-Karkur.
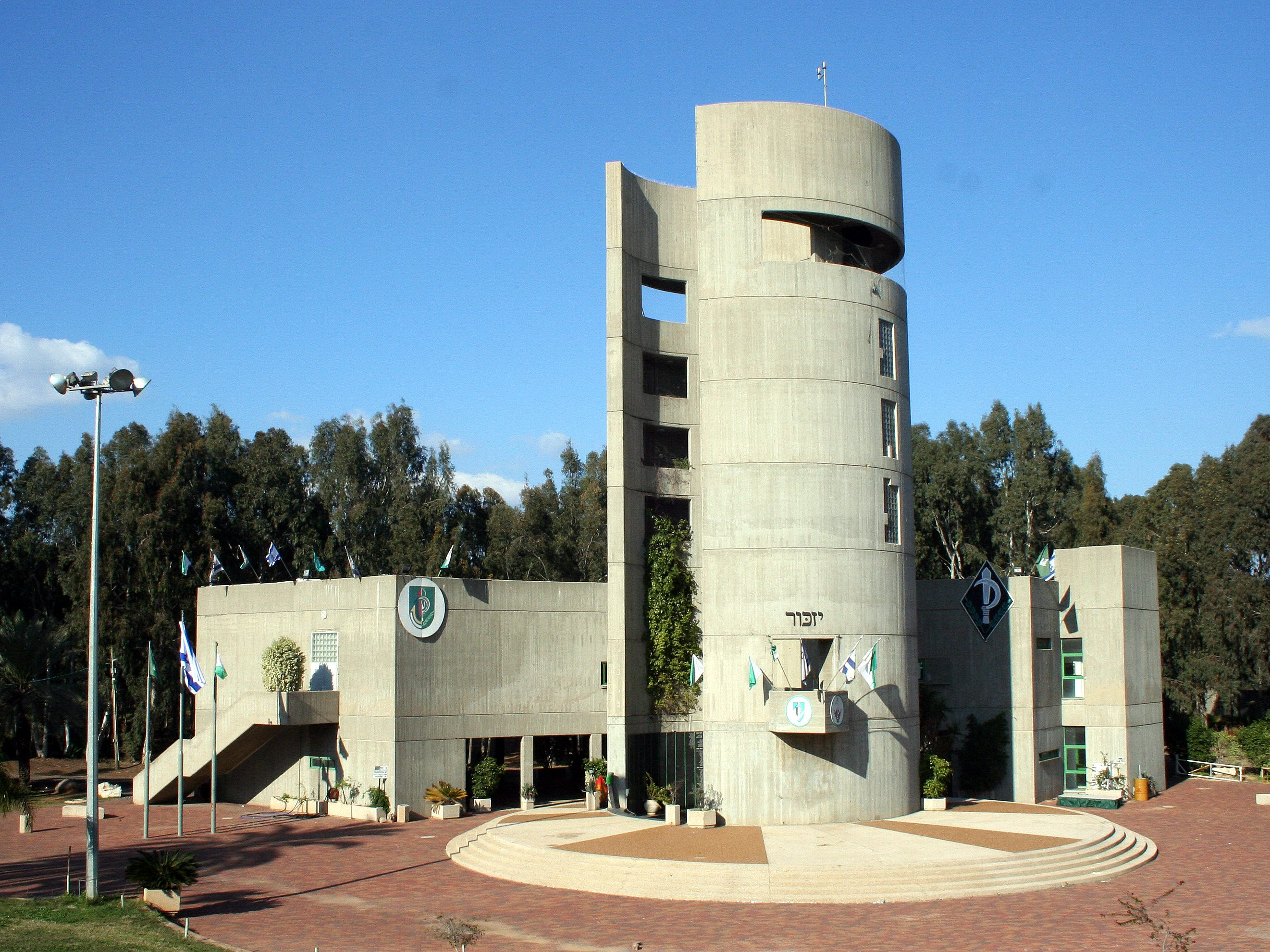
Pomnik poległych żołnierzy.
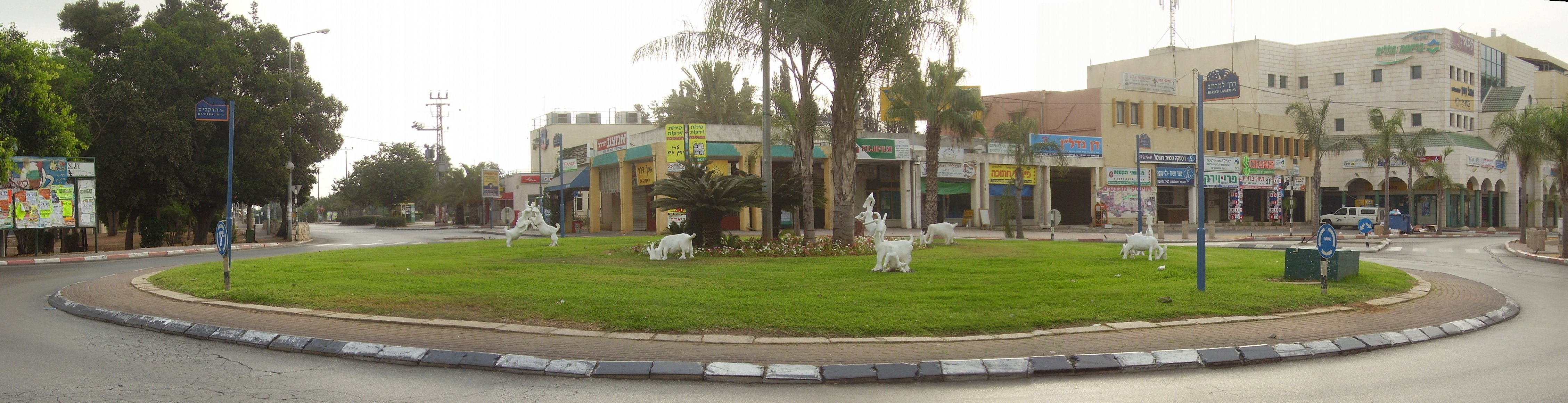
Pardes Channa-Karkur.